# He Makes Me Feel Like Dancin’
He Makes Me Feel Like Dancin’ ist ein 1983 erschienener US-amerikanischer Dokumentarfilm von Emile Ardolino.

## Handlung
Jacques d’Amboise ist Balletttänzer, Choreograf, Schauspieler, ehemaliger Solotänzer des New York City Ballet und Begründer des National Dance Institutes. Nach dem Ende seiner Aktivkarriere widmet er sich dem Tanzunterricht: Während der Schulzeit unterrichtet er Kinder an 14 Schulen im Großraum New York im Tanz. Der Film zeigt die Erfahrungen der Kinder, von den Vorsprechen über den Tanzunterricht bis hin zur jährlich stattfindenden Gala-Tanzvorführung im Madison Square Garden, wo etwa 1000 Kinder teilnehmen und mit prominenten Tänzern und Schauspielern auftreten dürfen.

## Produktion und Rezeption
Die Dreharbeiten fanden an verschiedenen Orten in New York, unter anderem im Madison Square Garden und im Lincoln Center for the Performing Arts, statt. He Makes Me Feel Like Dancin’ wurde im November 1983 in den USA veröffentlicht und auf NBC im Rahmen der Serie Special Treat ausgestrahlt. 1983 veröffentlichte Edgar J. Scherick Ass., New York eine DVD des Films.
John J. O’Connor hob hervor, dass es d’Amboise gelang, die Kinder zur völligen Hingabe fürs Tanzen zu inspirieren, dabei jedoch nie aus dem Blick verlor, dass die Erfahrung den Kindern Spaß bereiten sollte. Die Kinder sollten nicht als professionelle Tänzer trainiert werden, sondern früh an die Kunst herangeführt werden. O’Connor bezeichnet den Dokumentarfilm als „wunderschöne Stunde Fernsehen“.

## Auszeichnungen
Oscarverleihung 1984
- Auszeichnung in der Kategorie „Bester Dokumentarfilm“

Primetime Emmy Award 1984
- Auszeichnung in der Kategorie „Outstanding Children’s Program“
- Auszeichnung in der Kategorie „Outstanding Individual Achievement – Informational Programming“

Daytime Emmy Award 1984
- Auszeichnung in der Kategorie „Outstanding Film Editing in Children’s Programming“
- Nominierung in der Kategorie „Outstanding Children’s Entertainment Special“

Christopher Award 1984
- Auszeichnung in der Kategorie „Bester Dokumentarfilm“